# Film und Foto
Film und Foto, ook wel bekend onder de afkorting FiFo, was een fototentoonstelling die in 1929 door de Deutsche Werkbund werd georganiseerd in Stuttgart, Duitsland. De volledige titel luidde Film und Foto. Internationale Ausstellung des Deutschen Werkbunds. De tentoonstelling, gehouden aan de Interimtheaterplatz, opende in mei 1929 en gaf een internationaal overzicht van de contemporaine fotografie. De tentoonstelling markeerde de internationale doorbraak van de Nieuwe Fotografie.

## Organisatie
De tentoonstelling werd georganiseerd door de Deutsche Werkbund. Directeur en initiatiefnemer was Gustav Stotz, directeur van de Württemberger onderafdeling van de Werkbund.
De internationale tentoonstelling kende verschillende landensecties. Verantwoordelijk hiervoor waren erkende specialisten. Otto Bauer, Mia Seeger, László Moholy-Nagy en Gustav Stotz maakten de selectie voor Duitsland, Piet Zwart voor Nederland, El Lissitzky voor de USSR, Edward Steichen en Edward Weston voor de Verenigde Staten en F.T. Gubler en Siegfried Giedion voor Zwitserland. Hans Richter was verantwoordelijk voor de film-sectie.

## Tentoonstelling in Stuttgart
Op de tentoonstelling waren circa 1200 werken te zien van zo'n 150 fotografen, uit onder meer Duitsland, Oostenrijk, Zwitserland, Tsjechoslowakije, Frankrijk, Engeland, Nederland, België, de USSR en de Verenigde Staten.
Daarnaast was er veel anoniem werk te zien in de genres journalistieke fotografie, reclamefotografie, wetenschappelijke fotografie en amateurfotografie.
De tentoonstelling was spraakmakend, kreeg veel aandacht in de pers en had veel bezoekers. De tentoonstelling was tevens aanleiding voor het boek Foto-Auge/Oeil et Photo/Photo-eye van fotograaf Frans Roh en grafisch ontwerper Jan Tschichold. 

### Nederlandse inzending
Piet Zwart was de secretaris van de Nederlandse inzending, die werken bevatte van Henri Berssenbrugge, Jan Kamman, Gerrit Kiljan, Lajos d'Ebneth, Dr. Denis Mulder, Paul Schuitema en Zwart zelf.
Van Joris Ivens werd de film De Brug vertoond.

## Navolging
De tentoonstelling kreeg in de periode 1929-1931 in aangepaste vorm een vervolg in Zürich, Berlijn, Gdansk (Danzig), Wenen, Zagreb, München, Tokio en Osaka.